# Distichogorgia sconsa
Distichogorgia sconsa är en korallart som beskrevs av Bayer 1979. Distichogorgia sconsa ingår i släktet Distichogorgia och familjen Chrysogorgiidae. Inga underarter finns listade i Catalogue of Life.